# 石泉城 (懷俄明州)
石泉城（英語：Rock Springs），是美国怀俄明州甘霖县（Sweetwater）下属的一座城市。该市的人口在2000年为18,708人，2010年有23,036，2011年则估计有23,229人。
1885年的石泉城大屠杀发生于此地。